# Christian Veder
Christian Veder (* 20. Oktober 1907 in Wien; † 19. November 1984 ebenda) war ein österreichischer Bauingenieur für Geotechnik. Er gilt als Erfinder der Schlitzwandtechnik.

## Leben und Werk
Veder studierte Bauingenieurwesen an der TH Wien (heute TU Wien), wo er 1931 sein 2. Staatsexamen erwarb und 1932 bei Karl von Terzaghi promoviert wurde. Ab 1933 richtete er das erste nach den damals neuen Methoden Terzaghis eingerichtete Bodenmechanik Labor Italiens in Mailand bei der Firma Giovanni Rodio ein. Er erforschte die Eigenschaften von Tonschlämmen (Bentonit-Suspension) und ihre Möglichkeit temporär Stützfunktionen auszuüben, woraus später unter seiner Leitung die Schlitzwand-Technologie entstand. Sie findet heute vielfach im Grundbau weltweit Anwendung.
1938 bis 1948 war er in Innsbruck bei der Firma Innerebner und Mayer. 1948 kehrte er nach Mailand zurück zur Spezialtiefbaufirma ICOS (Impresa Costruzioni Opere Specializzate), wo er seine Schlitzwandtechnologie entwickelte und auf zahlreichen Baustellen in aller Welt anwandte, zuerst in Italien (Ausgleichsbecken nahe Neapel am Volturno). Veder gründete auch 1950 eine eigene Firma zur Verwertung seiner Verfahren.
1964 wurde er Professor an der TU Graz, wo er der erste Direktor des neu gegründeten Instituts für Bodenmechanik, Felsmechanik und Grundbau war. 1978 emeritierte er, war aber weiter als beratender Ingenieur tätig. Zum Beispiel beriet er an U-Bahn Baustellen in vielen Städten der Welt (Mailand, Berlin, Paris, London, Boston, New York, Tokio, Wien, Washington D.C.) und beim World Trade Center in New York City. Die mehrfach verankerten Schlitzwände für die Baugrube (in Form einer Betonwanne) nahe dem Hudson River waren über einen Kilometer lang. Sie überstanden auch den Einsturz des World Trade Center 2001 größtenteils unbeschadet. Seine Schlitzwandtechnologie fand auch bei der Herstellung von Dichtwänden für Staumauern Anwendung, zum Beispiel entwarf er mit rund 130 m eine besonders tiefe Dichtwand am Manicouagan Staudamm in Kanada. Auch die Ponte Flaminio in Rom sicherte er mit Schlitzwandtechnologie.
Auch die Herstellung von Bohrpfahlwänden mit Bentonit-Suspension als Stützflüssigkeit geht auf ihn zurück (ICOS-Veder-Verfahren, 1953 bei ICOS entwickelt).
Ab etwa 1975 entwickelte er noch ein Sanierungskonzept für den Schiefen Turm von Pisa, dessen Ausführung sein Tod verhinderte. Er schlug vor, an der Nordseite (der Turm neigt sich nach Süden) den Boden durch vertikale vorgespannte Anker zu komprimieren.
Zu seinem Andenken finden regelmäßig Christian Veder Kolloquien an der TU Graz statt.
Einer seiner Mitarbeiter bei Rodio in Mailand war Walter Bernatzik. Er ist Ehrendoktor in Padua und erhielt 1979 die Wilhelm-Exner-Medaille.

## Schriften
- Neue Verfahren zur Herstellung von untertägigen Wänden und Injektionsschirmen in Lockergesteinen und durchlässigem Fels, Mitteilungen des Instituts für Wasserwirtschaft, Grundbau und Konstruktiven Wasserbau der Technischen Hochschule Graz, Heft 1, 1959
- Rutschungen und ihre Sanierung, Springer 1979 (mit Beitrag von Fritz Hilbert, englische Übersetzung 1981)

## Verweise
1. ↑  Rodio spezialisierte sich auf Bodeninjektionen und war damals mit Terzaghi eng befreundet, mit dem er regelmäßig Urlaub machte und von dem er auch Schüler übernahm. Später kühlte das Verhältnis ab, nachdem beide um Abdichtungsarbeiten für ein Dammprojekt in Algerien konkurrierten, das schließlich Rodio durchführte. Nach der Terzaghi Biographie von Goodman war der Anlass des Bruchs eine von Terzaghi vermutete Indiskretion Rodios gegenüber der Presse.

| Personendaten    | Personendaten                 |
| ---------------- | ----------------------------- |
| NAME             | Veder, Christian              |
| KURZBESCHREIBUNG | österreichischer Bauingenieur |
| GEBURTSDATUM     | 20. Oktober 1907              |
| GEBURTSORT       | Wien                          |
| STERBEDATUM      | 19. November 1984             |
| STERBEORT        | Wien                          |